# Vampires 3 : La Dernière Éclipse du soleil
Série
Vampires 2 : Adieu vampires
(2002)
Pour plus de détails, voir Fiche technique et Distribution.
Vampires 3 : La Dernière Éclipse du soleil (Vampires: The Turning) est un film américain réalisé par Marty Weiss et sorti directement en vidéo en 2005. Il s'agit du troisième et dernier volet de la saga Vampires, après Vampires de John Carpenter et de Vampires 2 : Adieu vampires de Tommy Lee Wallace.
Le film suit Connor et Amanda, deux touristes américains en vacances en Thaïlande qui se retrouvent malgré eux dans une lutte qui oppose deux bandes de vampires : la bande des tous premiers vampires qui ont fait le choix de ne boire que du sang d'origine animale et la bande des nouveaux vampires, des vampires bikers assoiffés de sang humain. Ces deux bandes se combattent depuis 800 ans. Amanda est kidnappée par Niran, le seigneur des vampires bikers et Connor va devoir participer à la guerre contre les forces du mal pour la récupérer. Contrairement aux vampires traditionnels ces vampires ne craignent ni les crucifies, ni les gousses d'ail et ils peuvent se refléter dans les miroirs. La seule chose qu'ils craignent, c'est la lumière solaire et les pieux. Au lieu d'être réduits en cendre, ils deviennent des tas d'os calcinés.

## Synopsis
Connor et sa petite amie Amanda sont en vacances en Thaïlande pendant la fête de Songkran. Connor, passionné et pratiquant la Muay Thaï depuis l'enfance, emmène Amanda voir un match de boxe thaïlandaise. Amanda ne supporte pas ce sport brutal et sanguinaire. En colère contre son petit ami, elle retourne en début de soirée seule à leur hôtel.
En chemin, elle se perd dans les rues commerçantes et animées de Bangkok. Elle rencontre Mr Nice Guy, un thaïlandais semble-t-il bon et serviable, qui lui propose de la guider jusqu'à son hôtel. Mr Nice Guy est en réalité le terrible vampire Niran : il emmène Amanda dans un soi, une ruelle déserte et sombre, un soi-disant raccourci, puis se jette sur elle et plante ses crocs dans son cou pour sucer son sang.
Connor, inquiet du départ de sa petite amie, part à sa recherche. Il voit Niran qui kidnappe en moto Amanda et il tente de l'en empêcher. Mais un autre vampire surgit de l'ombre, s'interpose et l'attaque pour le tuer. Alors que Connor est sur le point de succomber, Kiko, un mystérieux homme chauve, vient le secourir et tranche la tête du vampire. Connor demande de l'aide à son sauveur mais celui-ci lui ordonne de quitter immédiatement la Thaïlande et menace de le tuer s'il le suit. Connor file malgré tout discrètement Kiko jusqu'à son repaire, la Kong Sai House.
Le lendemain, dans la journée, Connor va au commissariat de police signaler le kidnapping de sa petite amie. Le policier de service refuse de prendre en compte la demande d'aide de Connor, prétextant qu'il faut attendre que 48 heures se soient écoulées pour qu'une absence soit reconnue par la police comme une disparition.
Connor retourne donc au repaire de Kong Sai House et décide d'explorer la mystérieuse demeure. Il y trouve des gens profondément endormis dans leur lit et il est soudainement attaqué par Sang Neng, une créature surnaturelle à l'apparence humaine. Il parvient à s'échapper en sautant par la fenêtre. Sur le sol, en contrebas, il est immédiatement capturé par Raines, le chef des tueurs de vampires. Celui-ci l'emmène dans son laboratoire secret pour faire des analyses sanguines afin de savoir s'il a été infecté par les vampires. Connor n'a pas été contaminé, il est sain. Il supplie Raines de l'aider à retrouver Amanda. Comme Kiko, Raines ordonne à Connor de quitter tout de suite la Thaïlande.
Connor refuse d'abandonner Amanda et, le soir même, il retourne dans le repaire de Kong Sai House continuer ses recherches. Il trouve une photographie de Niran devant la Techno Games Arcade et en déduit que sa petite amie est peut-être séquestrée là-bas. Il y va et il la retrouve prisonnière dans un souterrain au milieu de squelettes et de carcasses avec d'autres humains vampirisés.
Connor et Amanda s'enfuient mais ils sont pourchassés par des jai tham chevauchant des motos, des vampires bikers buveurs de sang humain de la bande de Niran. Rattrapés, Amanda est de nouveau enlevée et Connor, en péril, est sauvé par la mystérieuse Sang Neng. Sang Neng explique à Connor que, depuis 800 ans, les vampires buvant du sang d'animaux de son clan sont en guerre contre les vampires buvant du sang humain du clan de Niran. Elle lui dit aussi que la terrible malédiction qui rend les vampires immortels pourra bientôt être rompue, le jour de l'éclipse du soleil, si on pratique un rituel sur le lieu où elle a commencé 800 ans auparavant. Connor demande à Sang Neng de le vampiriser afin qu'il puisse participer efficacement à l'ultime combat. Elle accepte.
Sang Neng et son clan établissent un plan pour pouvoir accomplir le rituel qui rendra de nouveau les vampires mortels. Elle conclut aussi un pacte avec Raines pour que les tueurs de vampires exterminent tous les vampires bikers qui chercheront à empêcher la cérémonie.
L'éclipse totale du soleil commence à 3 heures de l'après-midi et dure 17 minutes. La dernière bataille commence où la malédiction avait commencé. Connor tombe dans une fosse, affronte Niran dans un ultime combat et il parvient à l'empaler.
Raines ne respecte pas son engagement. Les tueurs de vampires, embusqués sur les toits des immeubles surplombant les ruines archéologiques, tuent à l'arbalète indistinctement tous les vampires qu'ils ont dans leur viseur. En effet, il n'est pas dans leurs intérêts que le rituel réussisse : il n'y aurait alors plus de vampires immortels, donc plus de prime pour chaque tête de vampire tué.
Connor retrouve Sang Neng blessée. Il comprend que Raines les a trahis et il ruse afin que le rituel puisse être accompli. Il réussit à prendre en otage Raines et à emmener vivante Sang Neng à l'endroit exact où la malédiction peut être rompue. Il lui donne un dernier baiser. Le soleil réapparaît. La vampire Sang Neng, frappée par la lumière, explose et la malédiction est définitivement levée.
Connor peut alors délivrer sa petite amie Amanda de sa prison. Elle est sauvée. Ils retournent chez eux aux États-Unis, en amoureux, en avion.

## Fiche technique
- Réalisation : Marty Weiss
- Scénario : D. B. Farmer et Andy Hurst
- Musique : Tim Jones
- Producteur : J. S. Cardone
- Distribution : Columbia Pictures
- Langue originale : anglais
- Budget : 5 000 000 $
- Pays d'origine :  États-Unis
- Langue originale : anglais
- Dates de sortie[1] :
  - États-Unis : 31 décembre 2004 (directement en vidéo)
  - France : 1er juin 2005 (directement en vidéo)

## Distribution
- Colin Egglesfield : Connor, touriste américain passionné de Muay Thaï en vacances en Thaïlande
- Meredith Monroe : Amanda, petite amie de Connor
- Dom Hetrakul : Niran, le chef des vampires bikers, buveur de sang humain
- Roger Yuan: Kiko, l'homme chauve
- Stephanie Chao : Sang Neng, la vampire pacifique ne buvant que du sang d'animaux
- Patrick Bauchau : Raines, le chef des tueurs de vampires
- Jarun Petchjaren : Moo

## SagaVampires
- 1998 : Vampires, de John Carpenter
- 2002 : Vampires 2 : Adieu vampires (Vampires: Los Muertos), de Tommy Lee Wallace
- 2005 : Vampires 3 : La dernière éclipse du soleil (Vampires: The Turning), de Marty Weiss